# Nicky Romero
Nicky Romero, de son vrai nom Nick Rotteveel (né le 6 janvier 1989 à Amerongen, dans la province d'Utrecht), est un disc jockey et compositeur néerlandais de house . Au fil de sa carrière, il collabore avec des artistes notables tels que Tiësto, Fedde le Grand, David Guetta, Sander van Doorn, Avicii, Krewella, Hardwell, Calvin Harris et NERVO. Son single Toulouse se classe dans le top 10 des ventes sur Beatport durant plusieurs semaines. La chaîne américaine MTV, le nomme « artiste dance à surveiller » en 2012.
Son label Protocol Recordings, lancé en 2012, commence à se faire connaître grâce à des titres comme Like Home (avec NERVO), Symphonica, Legacy avec Krewella, ou encore sa version éditée de Rip It Up par R3hab et Lucky Date. Il sort des mixes d'une heure sur sa chaîne YouTube chaque lundi (au même titre que les podcasts Club Life, Hardwell on Air ou Heldeep Radio), et dépasse son 100e épisode le 13 juillet 2014. Son titre en collaboration avec la chanteuse néerlandaise Anouk, Feet on the Ground, le rend encore plus notable dans son pays natal, et son single en collaboration avec Vicetone, Let Me Feel, publié le 6 octobre 2014, le propulse en tête des charts internationaux.

## Biographie
Nick Rotteveel van Gotum est né et a grandi à Amerongen, aux Pays-Bas. Il emménage à Kingston (Ontario), au Canada pendant un an, et revient vivre aux Pays-Bas pour ses études dans son pays puis en France.

### Débuts (2010–2012)
En 2010, Nicky fait paraître un single intitulé My Friend sur le label Spinnin' Records, avec un échantillon sonore du titre homonyme de Groove Armada. My Friend est joué lors de soirées par Tiësto, Axwell, Fedde le Grand et Sander van Doorn, entre autres. Il atteint la quatrième place sur Beatport, et la première sur Dance-Tunes. 2011 assiste à la publication de nombre de ses remixes comme celui du titre Where Them Girls At de David Guetta avec Flo Rida et Nicki Minaj, What a Feeling d'Alex Gaudino avec Kelly Rowland, Stronger d'Erick Morillo et Eddie Thoneick avec Shawnee Taylor, Where Is The Love d'Eddie Thoneick, et Rockin' High de Ben Liebrand.

### Succès (2012–2013)

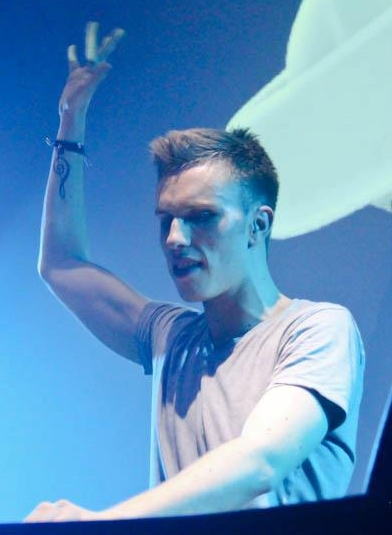
Nicky Romero en République tchèque.

En 2012, Romero atteint le succès avec son titre Toulouse, qui devient l'une des meilleures ventes sur Beatport pendant une longue période. Attentif à son talent, MTV le nomme « artiste dance à surveiller » en 2012. Sa popularité est grandissante au début des années 2010, et Romero partage une résidence conjointe avec David Guetta pendant une soirée à Ibiza en 2012.
En octobre 2012, Nicky Romero est récompensé dans la catégorie « nouveau meilleur talent » par DJ Mag, et atteint la 17e place du classement,. La même année, Romero collabore avec le producteur suédois Avicii pour le titre I Could Be the One qui devient un succès phénoménal en Europe, en particulier au Royaume-Uni, pays dans lequel il atteint la première place du UK Singles Chart le 17 février 2013 ― à la fin de la semaine au 23 février 2013 ― devenant ainsi le premier single numéro 1 de Romero et Avicii au Royaume-Uni.
Après la publication du single I Could Be the One en 2013, Romero fait paraître son single tant attendu, Symphonica, qui atteint la première place du Beatport Top 100. Son single qui suit, une collaboration avec Krewella, Legacy, atteint également la première place du classement sur Beatport. Romero collabore ensuite avec Sunnery James & Ryan Marciano pour le single S.O.T.U., publié par le label de Steve Angello, Size Records. En parallèle à ses publications en 2013, il joue en tant que DJ résident au Light Las Vegas et dans de nombreux festivals incluant notamment Ultra Music Festival, Coachella, Electric Daisy Carnival (Las Vegas et Porto Rico), Sensation White, et Tomorrowland. L'une de ses performances les plus remarquables est celle de TomorrowWorld, l'une des premières soirées durant lesquelles les spectateurs portaient des Google Glass.

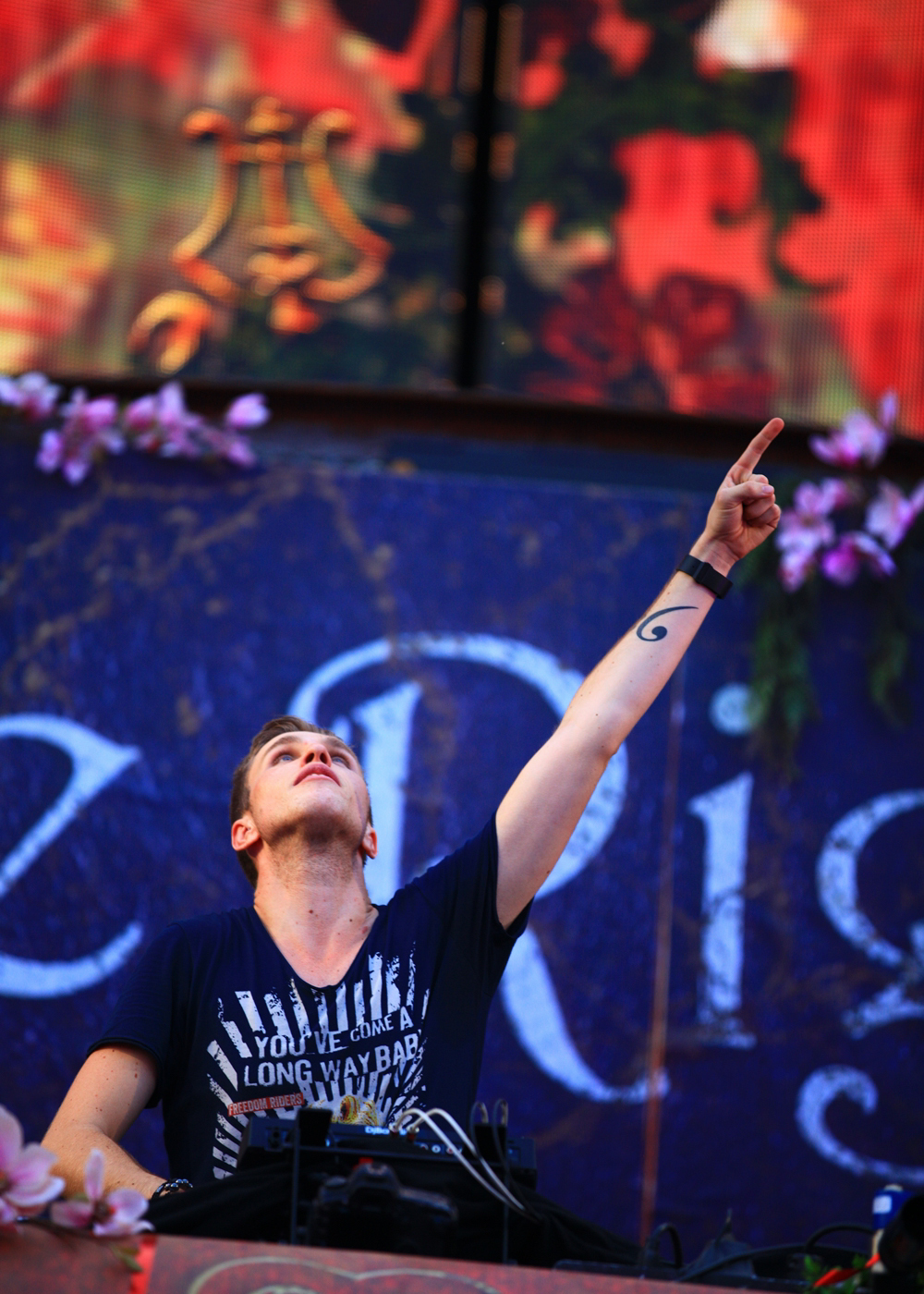
Nicky Romero à TomorrowWorld en 2013

En octobre 2013, Romero est classé 7e du Top 100 DJs du DJ Magazine. Il tient sa propre émission de radio, Protocol Radio et son propre label, Protocol Recordings.

### Album studio à venir (depuis 2014)
Romero fait paraître un single intitulé Feet on the Ground aux côtés de la chanteuse néerlandaise Anouk. Il annonce également la publication prochaine d'un album studio[réf. nécessaire]. Fin 2014, paraît une collaboration avec le duo néerlandais Vicetone intitulée Let Me Feel, qui est un succès mondial. Il perd une place au classement des DJ les plus populaires du Top 100 DJs du DJ Magazine, en partie à la suite de l'entrée de Martin Garrix, nouveau talent découvert l'année précédente, terminant à la 8e place du classement.
Lors de l'Ultra Music Festival 2015 à Miami, Nicky Romero dévoile de nombreuses titres à venir tout au long de l'année, parmi lesquelles Warriors, réalisée avec les Volt & State, et Heartbeat, avec la vocaliste Brooke Forman. Les deux morceaux atteignent rapidement le Top 10 sur la plate-forme de téléchargement en ligne Beatport. Peu après, un single nommé Lighthouse sort le 29 juin 2015, mais connait moins de succès que les précédents[réf. souhaitée].
Depuis peu, Nicky Romero laisse de plus en plus son propre style qui l’a fait connaître avec des singles comme Symphonica, pour se diriger vers des mélodies plus posées, dont Lighthouse en est le parfait exemple[style à revoir].

## Discographie

### Compilations
- 2016 : Nicky Romero Best 2016
- 2017 : Nicky Romero presents Protocol Miami 2017

### Singles

#### Singles classés
| Titre                                                        | Année | Meilleure position | Meilleure position | Meilleure position | Meilleure position | Meilleure position | Meilleure position | Meilleure position | Meilleure position | Meilleure position | Meilleure position | Meilleure position | Meilleure position | Meilleure position | Meilleure position |
| Titre                                                        | Année | SUÈ                | AUS                | AUT                | BEL (FL)           | BEL (WAL)          | DAN                | ALL                | IRL                | P-B                | SUI                | R-U                | É-U                | FRA                | ECO                |
| ------------------------------------------------------------ | ----- | ------------------ | ------------------ | ------------------ | ------------------ | ------------------ | ------------------ | ------------------ | ------------------ | ------------------ | ------------------ | ------------------ | ------------------ | ------------------ | ------------------ |
| Toulouse                                                     | 2012  | —                  | —                  | —                  | —                  | —                  | —                  | —                  | —                  | 92                 | —                  | —                  | —                  | —                  | —                  |
| Metropolis (avec David Guetta)                               | 2012  | —                  | —                  | —                  | —                  | —                  | —                  | —                  | —                  | —                  | —                  | —                  | —                  | 41                 | —                  |
| Like Home (avec Nervo)                                       | 2012  | 37                 | 32                 | 76                 | —                  | —                  | —                  | —                  | 53                 | 81                 | —                  | 33                 | —                  | —                  | 16                 |
| I Could Be the One (avec Avicii)                             | 2012  | 3                  | 23                 | 15                 | 13                 | 9                  | 10                 | 44                 | 3                  | 12                 | 26                 | 1                  | 15                 | 22                 | —                  |
| « — » signifie que le single n'a pas été classé dans ce pays |       |                    |                    |                    |                    |                    |                    |                    |                    |                    |                    |                    |                    |                    |                    |

#### Tous les singles
- 2008 : Funktion One
- 2008 : Q.W.E.R.T.Y.
- 2008 : Globe
- 2009 : Ducktale
- 2009 : Get High / Signature
- 2009 : It's Me Bitches
- 2009 : Woods of Idaho

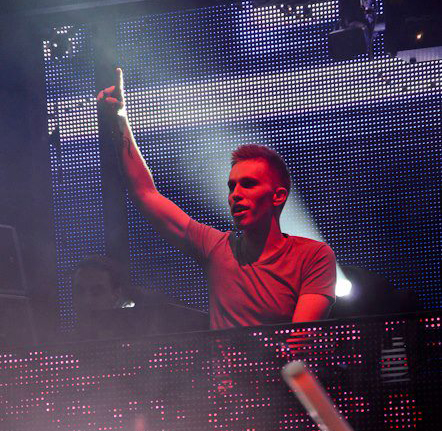
Nicky Romero en janvier 2013.

- 2009 : Konichiwa Bitches! (avec Kenneth G)
- 2009 : Can U Feel It (avec Nilson)
- 2010 : Seventy Two / Amfibi (avec Firebeatz)
- 2010 : Switched
- 2010 : Assigned / Pixelized
- 2010 : When Love Calls (feat. Basto)
- 2010 : My Friend
- 2010 : Growl
- 2011 : Solar
- 2011 : Play 'N Stop
- 2011 : Sliced (avec Bingo Players)
- 2011 : Keyword
- 2011 : Schizophrenic (avec Mitch Crown)
- 2011 : Bootcamp (avec Apster)
- 2011 : Camorra
- 2011 : Beta (avec Hardwell)
- 2012 : Toulouse
- 2012 : Freaky (avec Fedde le Grand)
- 2012 : Slacking (avec Fedde le Grand & MC Gee)
- 2012 : Generation 303
- 2012 : Se7en
- 2012 : Metropolis (avec David Guetta)
- 2012 : WTF?! (avec ZROQ)
- 2012 : Human (avec Zedd)
- 2012 : Sparks (Turn Off Your Mind) (avec Fedde le Grand feat. Matthew Koma)
- 2012 : Like Home (avec Nervo)
- 2012 : Iron (avec Calvin Harris)
- 2012 : I Could Be the One (avec Avicii)
- 2013 : Still The Same Man (feat. John Christian & Nilson)
- 2013 : Symphonica
- 2013 : Ignition
- 2013 : Legacy (vs. Krewella)
- 2013 : S.O.T.U (avec Sunnery James & Ryan Marciano feat. Fast Eddie)
- 2014 : Feet on the Ground (avec Anouk Teeuwe)
- 2014 : Let Me Feel (avec Vicetone feat. When We Are Wild)
- 2015 : Warriors (avec Volt & State)
- 2015 : Lighthouse
- 2015 : Harmony (avec Stadiumx)
- 2016 : Future Funk (avec Nile Rodgers)
- 2016 : Novell
- 2016 : The Moment (Novell)
- 2016 : Ready 2 Rumble
- 2016 : Take Me (feat. Colton Avery)
- 2016 : Crossroads (avec Navarra)
- 2017 : Iconic (avec John Christian)
- 2017 : Sober (avec Cheat Codes)
- 2017 : Champion Sound (avec Teamworx)
- 2017 : Only For Your Love (avec Florian Picasso)
- 2018 : PRTCL (feat. Spyder)
- 2018 : Where Would We Be (avec Rozes)
- 2018 : Duality
- 2018 : Here We Go (Hey Boiy, Hey Girl) (avec Dimitri Vegas & Like Mike)
- 2018 : Me On You (avec Taio Cruz)
- 2018 : Rise (avec Stadiumx feat. Matluck)
- 2018 : Be Somebody (avec Steve Aoki feat. Kiiara)
- 2018 : Paradise (avec Deniz Koyu feat. Walk off the Hearth)
- 2018 : Bittersweet (vs. Trilane & Kokaholla feat. Quaterback)
- 2018 : My Way (feat. Alice Berg)
- 2019 : Distance (avec Olivia Holt)
- 2019 : Ring the Alarm (avec David Guetta)
- 2019 : Deep Dark Jungle (avec Teamworx)
- 2019 : Sometimes (avec DallasK feat. Xylø)
- 2019 : Ups & Downs (avec W&W)
- 2019 : Midnight Sun (avec Florian Picasso)
- 2019 : Love You Forever (avec Stadiumx feat. Sam Martin)
- 2019 : Everybody Clap (avec Dimitri Vegas & Like Mike)
- 2019 : Dynamite (avec Mike Williams & Amba Shepherd)
- 2020 : I See
- 2020 : Stay
- 2020 : Falling (avec Timmy Trumpet)
- 2020 : Destiny (avec Deniz Koyu feat. Alexander Tidebrink)
- 2020 : Burning (feat. Jordan Grace)
- 2020 : I Need You to Know (avec Armin van Buuren feat. Ifimay)
- 2020 : Toulouse 2020
- 2020 : Only for You (avec Sick Individuals feat. Xira)
- 2020 : Nights With You
- 2021 : Into the Light (avec Timmo Hendricks feat. David Shane)
- 2021 : Back to You
- 2021 : You Used To
- 2021 : World Through Your Eyes (avec Teamworx feat. Joseph Feinstein)
- 2021 : Okay (avec Marf feat. Wulf)
- 2021 : We're Still Young (avec W&W feat. Olivia Penalva)
- 2021 : Love Me Better
- 2021 : Acid Is My DNA
- 2021 : Why Do I Call
- 2022 : Afterglow (avec Gattüso & Jared Lee)
- 2022 : So Much Love (avec Almero)
- 2022 : Lose My Mind
- 2022 : Pressure
- 2022 : Easy (avec Niiko & Swae)
- 2022 : I Hope That It Hurts (avec Norma Jean Martine)
- 2022 : Out of Control (avec EDX)
- 2022 : Hot Summer Nights (avec W&W)
- 2022 : Techtronic
- 2022 : Myriad
- 2022 : For the People (avec Third Party)
- 2022 : Back to Where We Started (avec Afrojack)
- 2022 : Stay a Little Longer (avec DubVision & Philip Strand)
- 2023 : Turn Off the Lights
- 2023 : Forever (vs. Nico & Vinz)
- 2023 : Chapters
- 2023 : All You Need Is Love (avec Jonas Blue & Nico Santos)
- 2023 : Give In
- 2023 : Mahoya
- 2023 : Desire (avec Telykast & Linney)
- 2023 : I Wanna Dance (avec Hardwell feat. Meryll)

#### Singles enfeaturing
- 2012 : Wild One Two (Jack Back feat. David Guetta & Nicky Romero & Sia)
- 2016 : Let It Go (Nervo feat. Nicky Romero)

### Remixes
- 2008 : Prunk Le Funk - Chronology (Nicky Romero Remix)
- 2009 :  Mell Tierra & Sebastian D ft. Stanford - Maximize! (Nicky Romero Remix)
- 2009 : Steff Da Campo vs. Ecoustic feat. Lady Rio - Freakybeatza (Nicky Romero & Praia Del Sol Remix)
- 2009 : Sidney Samson & Tony Cha Cha - Get On The Floor (Nicky Romero Remix)
- 2009 : DJ Jean - Play That Beat (Nicky Romero Remix)
- 2009 : Pizetta feat. Reagadelica - Klezmer (Nicky Romero Remix)
- 2009 : Quintino feat. Mitch Crown - Heaven (Nicky Romero Remix)
- 2009 : Firebeatz & Apster - Skandelous (Nicky Romero Remix)
- 2009 : DJ Rose - Twisted (Nicky Romero Remix)
- 2009 : Quintin vs. DJ Jean - Original Dutch (Nicky Romero Remix)
- 2009 : Michael Mendoza feat. I Fan - Be Without You (Nicky Romero Remix)
- 2009 : DJ Jose - Like That (Nicky Romero Bigroom Remix)
- 2009 : David Guetta feat. Kelly Rowland - When Love Takes Over (Nicky Romero Bootleg)
- 2010 : Ian Carey feat. Michelle Shellers - Keep On Rising (Nicky Romero Remix)
- 2010 : Hardwell & Funkadelic - Get Down Girl (Nicky Romero Remix)
- 2010 : Firebeatz & Apster - Skandelous (Nicky Romero Remix)
- 2010 : Sandy Vee feat. Robin S. - Straight To The Sky (Nicky Romero Remix)
- 2010 : Sol Noir - Superstring (Nicky Romero Remix)
- 2010 : Sivana - Confusion (Nicky Romero Edit)
- 2010 : Mischa Daniëls feat. J-Son - Where You Wanna Go (Nicky Romero Remix)
- 2010 : Housequake - People Are People (Nicky Romero Remix)
- 2010 : Fedde Le Grand feat. Mitch Crown - Rockin' High (Nicky Romero Remix)
- 2010 : DJ Jesus Luz & Alexandra Prince - Dangerous (Nicky Romero Festival Remix)
- 2010 : Kylie Minogue - All the Lovers (Nicky Romero Remix)
- 2010 : Ned Shepard - Chromatic (Nicky Romero & Nilson Remix)
- 2010 : Grooveyard - Mary Go Wild (Nicky Romero Remix)
- 2010 : Green Velvet - Flash (Nicky Romero Remix)
- 2011 : Taio Cruz - Dynamite (Nicky Romero Bootleg)
- 2011 : Usher - More (Nicky Romero Bootleg)
- 2011 : Abel Ramos feat. Rozalla - Where Is The Love (Nicky Romero Remix)
- 2011 : Jerome Isma-Ae & Daniel Portman Featuring Max'C - Flashing Lights (Nicky Romero Remix)
- 2011 : Alex Gaudino feat. Kelly Rowland - What a Feeling (Nicky Romero Remix)
- 2011 : Tanja La Croix feat. Andy P - Hard To Handle (Nicky Romero Remix)
- 2011 : Flo Rida - Turn Around (5, 4, 3, 2, 1) (Nicky Romero Remix)
- 2011 : Housequake feat. Michele David - Out of the Dark (Nicky Romero Remix)
- 2011 :  David Guetta feat. Flo Rida & Nicki Minaj - Where Them Girls At (Nicky Romero Remix)
- 2011 : Enrique Iglesias feat. Lil Wayne & Usher - Dirty Dancer (Nicky Romero Remix)
- 2011 : Tara McDonald vs. Sidney Samson - Dynamite (Nicky Romero Remix)
- 2011 : Junkie XL - Molly's E (Nicky Romero Molly's E Remix)
- 2011 : David Guetta feat. Usher - Without You (Nicky Romero Remix)
- 2011 : Erick Morillo & Eddie Thoneick feat. Shawnee Taylor - Stronger (Nicky Romero Remix)
- 2011 : David Guetta feat. Sia - Titanium (Nicky Romero Remix)
- 2011 : Tonite Only - Haters Gonna Hate (Nicky Romero 'Out Of Space' Remix)
- 2011 : Kelly Clarkson - Stronger (What Doesn't Kill You) (Nicky Romero Remix)
- 2011 : Daft Punk - Aerodynamic (Nicky Romero Bootleg)
- 2012 : Flo Rida feat. Sia - Wild Ones (David Guetta & Nicky Romero Remix)
- 2012 : Madonna feat. Nicki Minaj & M.I.A. - Give Me All Your Luvin' (Nicky Romero Remix)
- 2012 : Eva Simons - I Don't Like You (Nicky Romero Remix)
- 2012 : Anakyn - Point Blank (Nicky Romero Edit)
- 2013 : Ludacris feat. Usher & David Guetta - Rest of My Life (Nicky Romero Remix)
- 2013 : Calvin Harris feat. Ellie Goulding - I Need Your Love (Nicky Romero Remix)
- 2013 : Zedd feat. Hayley Williams - Stay The Night (Nicky Romero Remix)
- 2013 : R3hab & Lucky Date - Rip It Up (Nicky Romero Edit)
- 2014 : John Christian - Next Level (Nicky Romero Edit)
- 2014 : Cygnus X - Superstring (Nicky Romero 2014 Rework)
- 2015 : One Direction - 18 (Nicky Romero Remix)
- 2015 : Magnificence & Alec Maire feat. Brooke Forman - Heartbeat (Nicky Romero Edit)
- 2017 :  Martin Garrix & David Guetta feat. Jamie Scott & Romy Dya - So Far Away (Nicky Romero Remix)
- 2017 :  Linkin Park feat. Kiiara - Heavy (Nicky Romero Remix)
- 2017 :  Trilane & Yaro feat. Max Landry - Miss Out (Nicky Romero Edit)
- 2017 :  Stadiumx & Taylr Renee - Howl At The Moon (Nicky Romero Remix)
- 2017 :  SWACQ - Love (Nicky Romero Edit)
- 2017 :  The Chainsmokers - Young (Nicky Romero Remix)
- 2018 :  Rozes & Nicky Romero - Where Would We Be (Nicky Romero Edit)
- 2018 : Afrojack & Jewelz & Sparks - One More Day (Nicky Romero Remix)
- 2018 : Nicky Romero & Taio Cruz - Me on You (Nicky Romero Edit)
- 2018 : Martin Garrix feat. Mike Yung - Dreamer (Nicky Romero Remix)
- 2018 : Jess Glynne - Thursday (Nicky Romero Remix)
- 2018 : Steve Aoki feat. Ina Wroldsen - Lie to Me (Nicky Romero Remix)
- 2019 : Kygo & Rita Ora - Carry On (Nicky Romero Remix)
- 2019 : David Guetta & Brooks & Loote - Better When You're Gone (Nicky Romero Pop Edit)
- 2019 : David Guetta feat. Raye - Stay (Don't Go Away) (Nicky Romero Remix)
- 2019 :  Trilane feat. Tom Noah - Never Forget (Nicky Romero Edit)
- 2019 : Armin van Buuren feat. Ne-Yo - Unlove You (Nicky Romero Remix)
- 2020 : Martin Garrix feat. Clinton Kane - Drown (Nicky Romero Edit)
- 2020 : Robin Schulz feat. Alida - In Your Eyes (Nicky Romero Remix)
- 2020 : Teamworx & Mr. Sid & George Z - Techno (Nicky Romero Edit)
- 2020 : Nicky Romero - Toulouse (2020 Edit)
- 2020 : Twocolors - Lovefool (Nicky Romero Remix)
- 2021 : Afrojack & David Guetta - Hero (Nicky Romero Remix)
- 2021 : John Dahlbäck - Pyramid (Nicky Romero Remix)
- 2022 : Afrojack & James Arthur - Lose U (Nicky Romero Remix)
- 2022 : Loud 'N Bright - To the Floor (Nicky Romero Edit)
- 2023 : Bebe Rexha - Heart Wants What It Wants (Nicky Romero Remix)

### Sous Monocule

#### Singles
- 2020 : Time to Save (avec Tim van Werd feat. Mosimann)
- 2020 : You Don't Know
- 2021 : Ways to Heaven (avec Jamis feat. Michael G Moore)
- 2021 : Awakening (feat. Sarah de Warren)
- 2021 : Your Eyes (avec LAMAS (BR))
- 2022 : On My Mind (avec Tim van Werd)
- 2022 : Stargazing (avec Leo Stannard)
- 2023 : Only for the Night (avec Marcus Santoro & Higher Lane)
- 2023 : Time Keeper (avec Dallerium)